# Темар
Темар (нім. Themar) — місто в Німеччині, розташоване в землі Тюрингія. Входить до складу району Гільдбурггаузен.
Площа — 20,19 км2. Населення становить 2744 ос. (станом на 31 грудня 2021).